# Ван Партибл
Ван Партибл (енгл. Van Partible; Манила, 13. децембар 1971), право име Ефрам Ђовани Браво Партибл (енгл. Efrem Giovanni Bravo Partible), амерички је цртач, писац, продуцент, редитељ и аниматор најпознатији по стварању анимиране серије Џони Браво. 

## Биографија
Рођен је 13. децембра 1971. у Манили, када је имао девет месеци преселио се у Сједињене Америчке Државе. Одрастао је у Салинасу уз страствену љубав према цртању. Упркос одрастању копирајући уметничка дела из колекција старих стрипова, тек на факултету је одлучио да настави каријеру у анимацији. Похађао је Универзитет Лојола Меримаунт где је почео да ради на пројекту старије тезе Mess O' Blues (1993). Првобитни филм о три имитатора Елвиса Прислија је скратио на једног због кратког времена за продукцију цртаног филма.

### Џони Браво
По дипломирању 1993. имао је двадесет и две године и није имао велико искуство и портфолио које су студији тражили, а неко време је радио у програму обданишта за локалну основну школу. Његов професор анимације Ден Маклохлин показао је Mess O' Blues пријатељу који ради за продукцијску кућу Хана и Барбера. Студију се допао филм и замолио је Партиблова да направи предлог за седмоминутни цртани филм заснован на њему који је касније постао Џони Браво.
Кратки филм је произведен за нову анимацију Cartoon Network-а под називом What a Cartoon!. Партибл је у почетку био смештен са Крејгом Макракеном (творцем Моћне девојчице, Дом за измишљене пријатеље госпође Фостер и Wander Over Yonder), Полом Рудишом (дизајнером те серије) и Џендијем Тартаковским (творцем Декстерова лабораторија, Самурај Џек и Ратови звезда: Ратови клонова). Једина два цртача који су радили у продукцијској кући Хана и Барбера тек што су завршили факултет били су Партибл и Сет Макфарлан (творац Породични човек, Амерички тата и Кливландов шоу).
Кратки филм је премијерно приказан на World Premiere Toons 26. марта 1995. Са малим тимом аниматора, сам је анимирао кратки филм у продукцијској кући Хана и Барбера користећи дигитално мастило и фарбу (кратки филмови и прве три сезоне серије би уместо тога користиле традиционалну камеру са мастилом и бојама). Уследила су још два кратка филма, Jungle Boy in "Mr. Monkeyman" и Johnny Bravo and the Amazon Women, који су били толико популарни да је Cartoon Network наручио прву сезону серије засноване на Џонију Браву, која се састојала од тринаест епизода.
Екипу прве сезоне Џонија Брава чинило је неколико писаца, аниматора и редитеља из World Premiere Toons, укључујући Макфарлана, Буча Хартмана, Стива Мармела и Џона Мекинтајра. Џозеф Барбера је такође био креативни консултант за прву сезону. Серија је премијерно приказана 14. јула 1997, а уследиле су још три сезоне. Партибл је отпуштен након прве сезоне усред преузимања Тарнер броудкастинг система од стране Варнера Броса. Продуцирао је A Johnny Bravo Christmas и његову четврту сезону.

### Остали послови
Био је гост President's Day Nightmare, у епизоди Свемирски дух, ток шоу, која је премијерно приказана 20. фебруара 1995. У њој се појављују и Џенди Тартаковски, Дајан Паркинсон, Крејг Макракен и остали.
Направио је кратки филм The Phabulizers за Дизни канал као део кратке серије Shorty McShorts' Shorts.
Продуцирао је оригиналне материјале за Film Roman, Walt Disney Television Animation, Fox Kids и за NBC-јев Медиујум, за који је био продуцент анимације за премијеру треће сезоне. Био је извршни продуцент за оригинални програм Cartoon Network Asia од 2007. до 2012.
Радио је на видео игрици Dancers of War заједно са Скотом Итоном (Call of Duty, Medal of Honor) и Винсом Кларком (из Депеш моуда, Јазу), иако је пројекат завршен након што је кампања на Кикстартеру била неуспешна.
Данас предаје анимацију на Универзитету Лојола Меримаунт, ради као редитељ Surfer Jack Productions и режисер серије Pete the Cat за Амазон, засноване на књигама за децу Џејмса Дина.